# Yukatchu
Les yukatchu (良人) représentent l'aristocratie du royaume de Ryūkyū. Les fonctionnaires érudits des études classiques chinoises vivant à Kume occupent la majorité des postes du gouvernement.

## Terminologie
Samuree, prononciation en ryukyu du mot japonais « samouraï », est souvent utilisé de façon interchangeable avec yukatchu à l'époque, parce que les deux sont des classes aristocratiques dans leurs cultures respectives. Toutefois, étant donné que les samouraïs sont essentiellement des guerriers et les yukatchu des lettrés, les deux termes ne partagent pas vraiment les mêmes connotations. De même, Gregory Smits souligne que si « noble » et « aristocrate » sont couramment utilisés pour désigner les yukatchu dans les textes en anglais, ces termes ont une connotation trop particulière en fonction de leurs origines européennes qui ne sont pas vraiment applicables au cas des Ryūkyū. Les Aji constituent la véritable noblesse.

## Sources
- (en) Cet article est partiellement ou en totalité issu de l’article de Wikipédia en anglais intitulé « Yukatchu » (voir la liste des auteurs).

- Gregory Smits, Visions of Ryukyu: Identity and Ideology in Early-Modern Thought and Politics, Honolulu, University of Hawai'i Press, 1999.